# Ворон 3: Спасение
«Ворон 3: Спасение» (англ. The Crow: Salvation) — американский супергеройский фильм, поставленный режиссёром Бхаратом Наллури в жанре мистического триллера по комиксам о Вороне Джеймса О’Барра. В главной роли снялся Эрик Мабиус. «Ворон 3: Спасение» является третьей частью серии фильмов Ворон и самостоятельным продолжением второго фильма. После того, как дистрибьютор отменил предполагаемый широкий кинотеатральный релиз, картина вышла на ТВ и DVD из-за коммерческого и критического провала предыдущего фильма, а также из-за плохих тестовых показов.
«Ворон 3: Спасение» был выпущен на видео после ограниченного кинотеатрального тиража.
Фильм получил смешанные отзывы критиков. Фильм похвалили за мрачную атмосферу и сюжет, однако раскритиковали сценарий.
В 2005 году последовал сиквел «Ворон: Жестокое причастие».

## Сюжет
Третья часть, поставленная по комиксам Джеймса О’Барра. К смерти на электрическом стуле за убийство любимой девушки Лорен Ренделл (Джоди Лин О’Киф) приговаривается Алекс Корвис (Эрик Мабиус). В день казни ему исполняется 21 год. В момент подключения электричества ударяет сильнейшая грозовая молния. В своем последнем слове Алекс говорит, что любит Лорен и что он невиновен. В результате сильной мотивации Алекса (мести человеку «со шрамом»), его труп, находящийся в морге тюрьмы где был заключён Алекс, воскрешает ворон — «связь между миром живых и мёртвых». Алекс должен найти настоящего убийцу, нанесшего Лорен 53 ножевые раны, и отомстить коррумпированным полицейским, покрывающим маньяка.
Алекс в обличии ворона проникает в архив улик и находит список полицейских, обвинявших Корвиса в убийстве Лорен. Там же указан свидетель, дававший показания в суде. Алекс отправляется к нему и выпытывает из него сведения о копах, «убивших» Алекса. После он находит Филлипа Даттона, первого копа в списке, и убивает его, при этом узнав, что это эти полицейские убили Лорен. Перед смертью Даттон говорит, что если бы она кое-что не узнала, то была бы жива. Коррумпированые копы тут же узнают об этой смерти. Далее Корвис приходит за следующим — Джеймсом Эрликом. У него он находит сертификат о регистрации компании ДЭРТ и относит его сестре Лорен — Эрин, убеждая её в его непричастности к убийству. После этого он навещает своего адвоката Питера Уолша и тот помогает ему добыть новую информацию.
Эрин грустит после смерти сестры и не хочет жить, но Алексу удаётся её переубедить. Затем оказывается, что человек со шрамом — это глава полиции, которого Лорен считала другом. Он руководил проектом ДЭРТ и вынужден был покончить с Лорен потому, что она влезла не в своё дело. Он похищает Эрин и пытает её, зашив рот. Алекс находит их и после долгой схватки ловит негодяя, заодно убив пару его подручных. Вместе с Эрин он привязывает шефа к тому же электрическому стулу, где был казнён Алекс, и сжигает его. После этого Алекс исчезает, и Эрин понимает, что не хочет умирать.

## В ролях
| Актёр           | Роль               |
| --------------- | ------------------ |
| Эрик Мабиус     | Алекс Корвис/Ворон |
| Кирстен Данст   | Эрин Рэндалл       |
| Джоди Лин О’Киф | Лорен Рэндалл      |
| Уильям Атертон  | Натан Рэндалл      |
| К. С. Клайд     | Брэд               |
| Кайли Кокрен    | Трейси             |
| Фред Уорд       | Джон/Капитан       |
| Тим Димей       | Мартин Туми        |

## Производство
После критического и коммерческого провала фильма «Ворон 2: Город ангелов» продюсеры сериала Эдвард Р. Прессман и Джефф Мост нацелились на производство третьего фильма в надежде спасти собственность. О первоначальной разработке третьего фильма «Ворона» было объявлено в августе 1997 года, когда было объявлено, что Роб Зомби дебютирует в качестве режиссера в фильме «Ворон: 2037». White Zombie сделал кавер на хит Sunshine Band «I’m Your Boogie Man» для саундтрека к фильму «Ворон 2: Город ангелов», и, увидев работу Роба Зомби над видео, которое он спродюсировал, Эдвард Прессман предложил Зомби возможность снять третий фильм о Вороне. Если бы фильм был снят, Зомби планировал сместить фокус с точки зрения мести, как в предыдущих двух частях, на подход, более основанный на ужасах.
Действие фильма должно было начаться в 2010 году, когда в ночь на Хэллоуин сатанинский священник убивает мальчика и его мать. Год спустя мальчик воскрешается как Ворон. Двадцать семь лет спустя, не подозревая о своем прошлом, он стал охотником за головами, столкнувшимся со своим теперь всемогущим убийцей. Хотя продюсеры положительно отреагировали на предложение Зомби снять третий фильм «Ворона», продюсеры Прессман и Мост в конечном итоге решили, что это не лучший вариант для франшизы, и его лучше использовать как отдельный сиквел. Сам Зомби рассказал о своем разочаровании по поводу 18-месячного опыта работы над фильмом, часто связанного с нерешительностью продюсеров, которые, по его словам, в любой момент могли поменять свое мнение относительно того, чего они хотят, что в конечном итоге приводило к тому, что Зомби оставил работу над картиной.
По предложению Моста было решено, что третий фильм будет посвящен более молодому воплощению Ворона, что также сделает фильм более привлекательным для целевой аудитории подростков. В сентябре 1998 года было объявлено, что Бхарат Наллури будет режиссёром третьего фильма из серии «Ворон», сценарий будет предоставлен Чипом Йоханнессеном. В октябре 1998 года было объявлено, что к актерскому составу присоединилась Кирстен Данст. В ноябре 1998 года было объявлено, что Эрик Мабиус ведёт переговоры о главной роли в фильме. Мабиус проходил прослушивание на роль Эрика Дрейвена в оригинальном фильме «Ворон», которая в конечном итоге досталась Брэндону Ли, поскольку Мабиус был сочтен слишком молодым для этой роли. Также пробовался на роль Фанбоя, который выстрелил из оружия, убившего Ли. В отличие от двух предыдущих фильмов, «Ворон 3: Спасение» не использовала миниатюрные городские пейзажи для создания обстановки.
Dimension намеревался выпустить фильм в кинотеатрах к Хэллоуину 1999 года. Однако летом 2000 года фильм прошел лишь несколько предварительных показов в Сакраменто и Сан-Антонио, а в январе следующего года был выпущен прямо на видео.

## Саундтрек
Список композиций:
1. Filter — «The Best Things»
2. Rob Zombie — «Living Dead Girl (Naked Exorcism Mix)»
3. The Infidels — «Bad Brother»
4. Kid Rock — «Warm Winter»
5. Hole — «It’s all Over Now, Baby Blue»
6. The Flys — «What you Want»
7. Monster Magnet — «Big God»
8. Sin — «Painful»
9. Tricky — «Antihistamine»
10. Days of the New — «Independent Slaves»
11. Pitchshifter — «Everything Sucks (Again)»
12. Stabbing Westward — «Waking Up Beside You»
13. The Crystal Method — «Now is the Time»
14. Static X — «Burning Inside»
15. New American Shame — «Rusted Wings»
16. Danzig — «Underbelly of the Beast»
17. The Infidels Feat Juliette Brown — «Bad Brother»

## Переиздание
9 сентября 2014 года компания Lionsgate переиздала фильм на DVD. 7 октября 2014 года он был выпущен на DVD компанией Lionsgate в трех полнометражном издании с другими продолжениями: Ворон 2: Город ангелов и Ворон: Жестокое причастие.

## Критика
Фильм получил смешанные отзывы, которые были намного лучше, чем у второго фильма. Фильм вышел сразу на DVD и ТВ и собрал 25 миллионов долларов. Эта сумма пусть возвратила создателям все деньги, потраченные на производство, но прибыль не была получена, поэтому четвертый фильм снимали уже другие люди. Лиза Нессельсон из Variety положительно отозвалась о фильме, высказав мнение, что это был достаточно напряженный, адекватно сделанный фильм со спокойным и иронично эффективным главным героем. На Rotten Tomatoes фильм получил 18 % одобрения от 11 критиков, со средним рейтингом в 4.9 из 10.
Натан Рабин из The A.V. Club раскритиковал фильм как «отвратительное упражнение в пусто стильном ультранасилии, которое играет как самое длинное и самое дорогое видео Rammstein из когда-либо созданных» и завершил свой отзыв о нем словами: «Угрюмый и лишенный юмора, несмотря на то, что он чрезмерно- высочайшее насилие и ужасные диалоги продвигают его к царству высокого лагеря, „Ворон 3: Спасение“ знаменует собой надир для сериала, который никогда не был особенно хорош с самого начала». Джонатан Баркан из Bloody Disgusting посчитал триквел и квадриквел Ворона 1994 года, как одни из худших фильмов ужасов, которые он когда-либо видел, назвав их «прискорбными», прежде чем сказать: «Они оба чувствовали себя ленивыми, небрежными, легкомысленными, дойными коровами, и это чувство пронизывает каждую сцену, просачиваясь из целлулоид, как какая-то проклятая вязкая болезнь». Ник Перкинс из Coming Soon так же высмеял фильм, оценив его как худший в сериале и написав: "Теоретически, это хорошая история. Она должна быть такой, какой она была написана создателем франшизы Джеймсом О. Барр. Просто исполнение оставляло желать лучшего. Мабиусу абсолютно не хватало той харизмы, которой в избытке обладал Брэндон Ли.
Лиза Нессельсон из Variety положительно отреагировала на фильм, отметив, что это «достаточно напряженный, адекватно сделанный проект» со «спокойным и эффективным» главным героем. Берге Гарабедян из JoBlo присвоил фильму «Ворон 3: Спасение» оценку 4 из 10 и заключил: «Сам фильм определенно был немного более интересным, чем вторая часть, с некоторыми довольно красивыми кровавыми сценами смерти, громким, но крутым саундтреком. На самом деле, я благодарен Мабиусу за то, что он провел приличную прогулку, несмотря на мой первоначальный скептицизм». Дэвид Нусайр из Reel Film Reviews дал столь же посредственный отзыв о фильме, поставив ему оценку 2/5, раскритиковав актерский состав и анемичное насилие, и написав: «Хотя „Спасение“, конечно, не так плохо, как первый сиквел, но он все еще не сравнится с той чистой крутостью, как первый».

### Домашние СМИ
9 сентября 2014 года Lionsgate переиздала фильм на DVD. 7 октября 2014 года он был выпущен на DVD компанией Lionsgate в тройном полнометражном выпуске вместе с двумя другими сиквелами Ворона — Ворон 2: Город ангелов и Ворон: Жестокое причастие.
«Ворон 3: Спасение» хорошо зарекомендовал себя после выхода на домашнее видео.

## Продолжение
Четвертый фильм, Ворон: Жестокое причастие, выпущенный в 2005 году, также на ТВ и DVD.